# Pfettendach

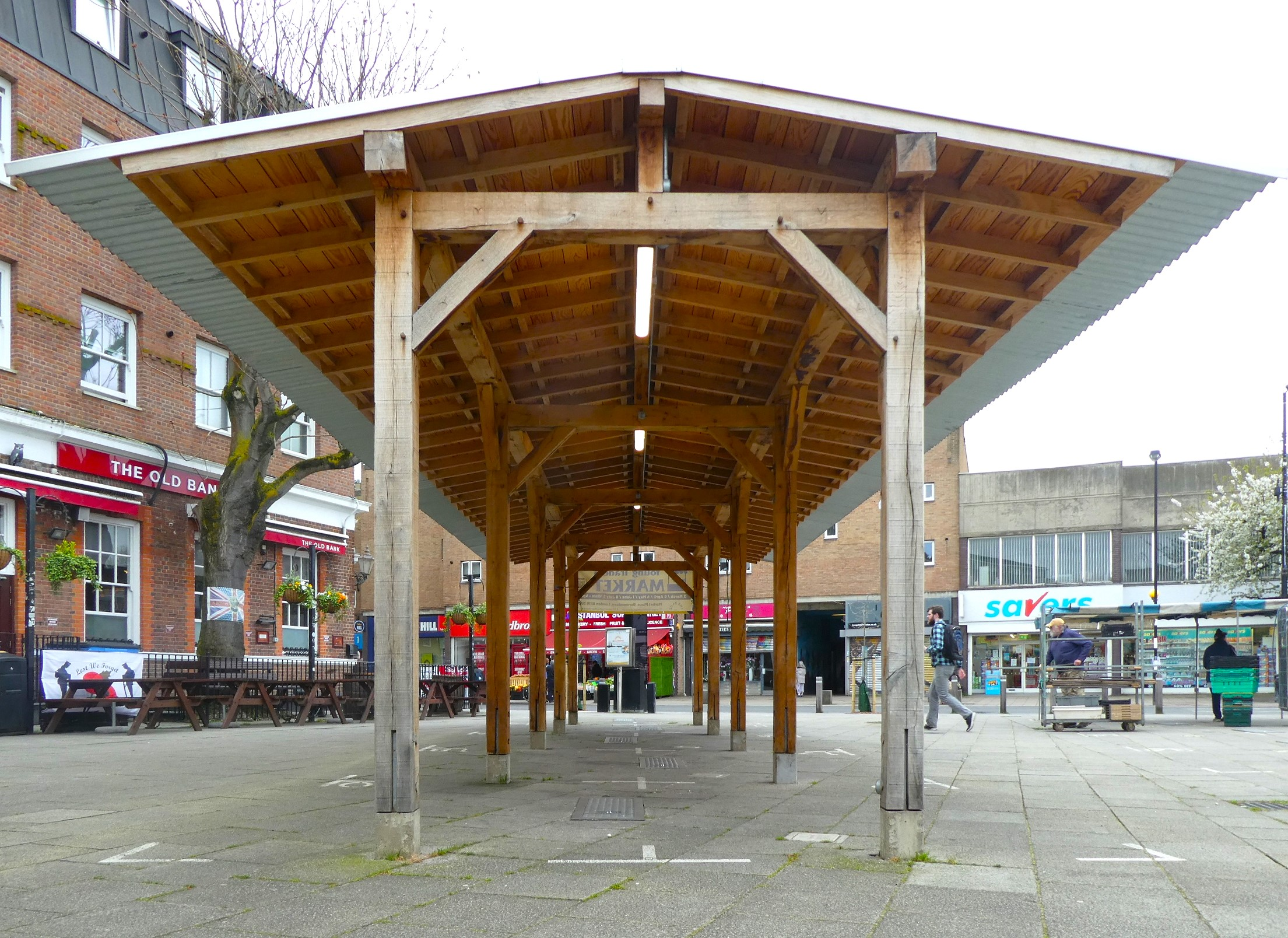
Schlichte, offene Pfettendachkonstruktion (London-Bermondsey, Marktstand)

Das Pfettendach ist eine der traditionellen Dachkonstruktionen zur Herstellung eines geneigten Daches. Sein namensgebendes Hauptmerkmal sind die waagerechten Pfetten, auf denen die geneigten Dachsparren aufliegen.

## Geschichte
Das historische Pfettendach stammt aus dem Mittelmeerraum und war ursprünglich ein Flachdach. Das Sparren- und das Kehlbalkendach gelten demgegenüber als die ältesten Formen der Dachkonstruktionen in  Mittel- und Nordeuropa. Im Verlauf des 19. Jahrhunderts wurden sie in Deutschland durch das Pfettendach verdrängt. Heute gilt das Pfettendach als das dominierende Konstruktionsprinzip bei geneigten Dächern. Es ermöglicht größere Sparrenlängen und somit die Ausführung größerer Dachtragwerke als das Sparren- und das Kehlbalkendach.

## Konstruktion

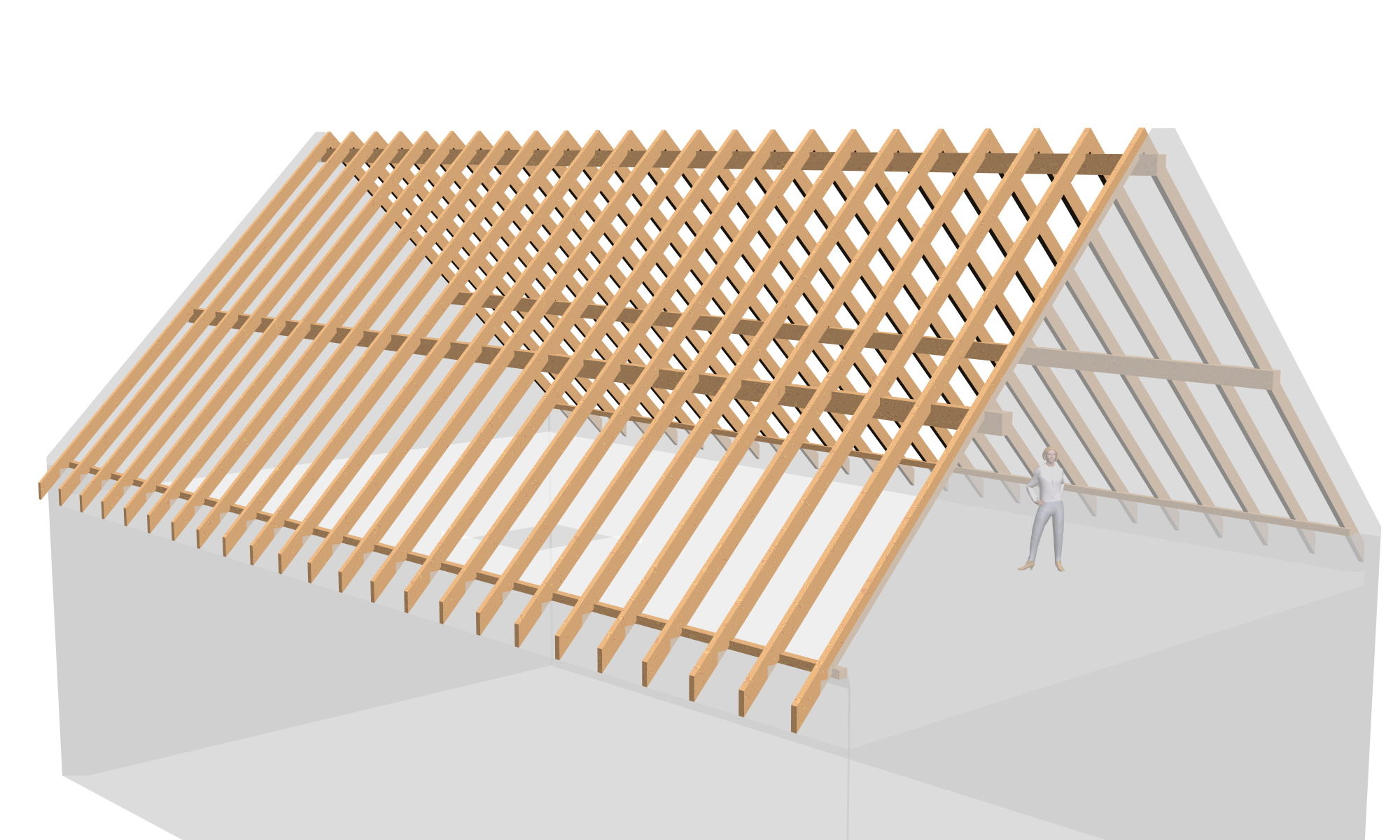
Pfettendach als Satteldach mit Firstpfette, zwei Mittel- und zwei Fußpfetten. Nicht eingezeichnet sind häufig notwendige Stiele oder tragende Zwischenwände.

Das Pfettendach besteht aus mehreren, hintereinander quer zur Firstrichtung gestaffelten Sparren, die auch als Rofen bezeichnet werden. Diese liegen auf den Pfetten auf, welche die Lasten nach unten abtragen. Beim hölzernen Pfettendach geschieht dies in der Regel mittels einer Kerve oder einem Sattel: ein 2 bis 4 cm tiefer Ausschnitt im Sparren sorgt für Halt auf der Pfette. Als zusätzliche Sicherung dient bei traditionellen Konstruktionen ein Sparrennagel. Heute existieren auch sogenannte Sparrenpfettenanker als Holz-Verbinder.
Beim Pfettendach können die Sparren der gegenüberliegenden Dachflächen (Sparrenlagen) – anders als beim Sparrendach – auch versetzt liegen. Ein zusammengehöriges Sparrenpaar ist nicht erforderlich. Insofern eignet sich das Pfettendach-Konstruktionsprinzip für folgende Dachformen: Flachdach, Pultdach, Satteldach, Shed- oder Sägedach, Mansarddach, Walmdach, Turmdach, Zeltdach und Pyramidendach. Das Pultdach wird auch als die ursprüngliche Form der Pfettentragwerke betrachtet, das Pfettendach als Satteldach ist insofern die Kombination zweier Pultdächer mit einer gemeinsamen Firstpfette.

## Vorteile und Nachteile
Das Pfettendach hat gegenüber Sparren- und Kehlbalkendächern sowohl Vor- als auch Nachteile.
Als Vorteile gelten:
- Kleine Horizontalkräfte, daher einfache Ausbildung eines Kniestocks/Drempels möglich
- Aus demselben Grund lassen sich auch Dachüberstände einfach konstruieren, da die Sparren am Fußpunkt kein Widerlager benötigen, sondern einfach über die Außenwand hinausgeführt werden können.
- Auch größere Dachüberstände durch auskragende Pfetten im Giebelbereich sind möglich.
- Die Errichtung großer Dachgauben bereitet keine Schwierigkeiten.
- Walmkonstruktionen sind problemlos.
- Günstiger Holzverbrauch bei kleinen Dachneigungen.
- Einfacher Zuschnitt und einfache Montage.

Als Nachteile gelten:
- Im größeren Dachräumen sind Ständer eventuell mit Streben bzw. Kopfbänder oder Wandauflager notwendig, der Dachraum ist insofern nicht frei.
- Die Ableitung der Lasten der Ständer führt zu einer Beeinflussung der darunterliegenden Geschosse: Entweder müssen die Ständer bis nach unten ins Fundament geführt werden oder es müssen Wände darunter angeordnet werden, über die die Lasten ins Fundament weitergeleitet werden oder die darunterliegende Decke muss verstärkt werden, z. B. mit Unterzügen.
- Größerer Holzverbrauch bei größerer Dachneigung.